# Love Therapy
Love Therapy (Cupid) est une série télévisée américaine en 15 épisodes de 42 minutes, créée par Rob Thomas et dont seulement 14 épisodes ont été diffusés entre le 26 septembre 1998 et le 11 février 1999 sur le réseau ABC.
En France, la série a été diffusée à partir du 7 avril 2001 sur TF6 et rediffusée sur Série Club.

## Synopsis
Cette série met en scène Trevor Hale, un homme suivi en psychiatrie par le docteur Claire Allen car il prétend être Cupidon, le dieu de l'amour. Selon ses dires, Zeus l'aurait puni de son arrogance en lui ôtant tous ses pouvoirs et en le renvoyant sur Terre comme simple mortel. Pour regagner sa place sur le Mont Olympe, il doit réunir cent couples...

## Distribution
- Jeremy Piven (VF : Michel Papineschi) : Trevor Hale / Cupidon
- Paula Marshall (VF : Danièle Douet) : Dr Claire Allen
- Jeffrey D. Sams (VF : Thierry Desroses) : Albert « Champ » Terrace

## Épisodes
1. La Fleuriste et le Timide (Pilot)
2. La Serveuse et le Professeur (The Linguist)
3. Le Danseur et sa femme (Heaven, He's in Heaven)
4. La Secrétaire et le Mannequin de l'affiche (A Truly Fractured Fairy Tale)
5. L'Entraîneur de foot et la Rock star (First Loves)
6. La Psy et le Journaliste (Meat Market)
7. L'Indifférente et l'Apprenti dragueur (Pick-Up Schticks)
8. La Voisine et l'Entraîneur (Heart of the Matter)
9. L'Adepte de Darwin et l'Astro-physicien (The End of an Eros)
10. La Décoratrice et l'Amateur d'art (Hung Jury)
11. La Célibataire et le garçon de l'annonce (A Great Personality)
12. Don Quichotte et sa dulcinée (Grand Delusions)
13. La Future Mariée et l'infidèle (Bachelorette Party)
14. La Maman et son Valentin (The Children's Hour)
15. L'Assistante de production et le Parieur (Botched Makeover) non diffusé aux États-Unis

## Version de 2009
En 2009, une nouvelle version est produite par ABC et diffusée dès le 31 mars 2009.

### Distribution
- Bobby Cannavale : Trevor Pierce (7 épisodes)
- Sarah Paulson : Dr Claire McCrae (7 épisodes)
- Rick Gomez : Felix Arroyo (7 épisodes)
- Camille Guaty : Lita (7 épisodes)
- Anna Chlumsky : Josie (4 épisodes)
- Joe Farrell : l'homme de Wall Street (2 épisodes)
- Timothy J. Cox : le patron du bar (2 épisodes)